# Guerra de Amhara
A Guerra de Amhara é um conflito armado na região de Amhara, na Etiópia, que começou em abril de 2023 entre as forças regionais de Amhara, juntamente com a milícia Fano, e o governo etíope. O conflito começou depois que os militares etíopes iniciaram uma incursão a região de Amhara para desarmar as Forças Especiais de Amhara e outros aliados regionais, o que resultou na resistência das forças armadas locais e em uma série de protestos em Gondar, Kobo, Sekota, Weldiya e outras cidades em 9 de abril.
Em 27 de abril, o chefe do Partido da Prosperidade de Amhara, Girma Yeshutila, foi assassinado em Menz, Shewa do Norte. O governo etíope acusou a facção oriental da milícia Fano de conspirar para derrubar o governo. As forças de segurança etíopes disseram em 30 de abril que 47 suspeitos foram presos pelo governo etíope em conexão com um suposto plano de assassinato.
A Comissão Etíope de Direitos Humanos declarou em 4 de maio de 2023 que situações militarizadas estavam presentes em quatro cidades das zonas de Gondar do Norte, Wollo do Norte e Shewa do Norte.

## Antecedentes
As forças regionais de Amhara desempenharam um papel crucial durante a luta contra as Forças de Defesa do Tigray lideradas pela Frente Popular de Libertação do Tigré durante a Guerra do Tigray, que se aliaram à Força de Defesa Nacional da Etiópia. Em meio à Guerra do Tigray no início de 2021, houve conflitos na Zona Especial de Oromia da região de Amhara, onde ocorreram combates entre o Exército de Libertação Oromo e as Forças Especiais de Amhara. Uma testemunha local disse que o Exército de Libertação Oromo, junto com outros militantes da etnia oromo, assumiu o controle da cidade de Ataye em 20 de março de 2021. O Exército de Libertação Oromo estava ativamente aliado aos rebeldes tigrínios na época.
O acordo de paz de novembro de 2022 assinado entre as contrapartes do governo etíope e dos tigrínios abriu caminho para a insurgência do Exército de Libertação Oromo se intensificar em meio à segurança e reforma provisória em Tigray. Como resultado, o Exército de Libertação Oromo participou do massacre da etnia amharas na região de Oromia. Em maio de 2022, o governo de Abiy Ahmed prendeu 4.000 pessoas em Amhara para minar a rebelião da milícia Fano, que criticava seu poder.
Um objetivo declarado da liderança dos Fano em março de 2020 era que a Zona de Metekel da região de Benishangul-Gumuz, os distritos do norte de Welkait e Raya em Tigray, bem como o distrito do sul de Dera fossem colocados sob o controle da região de Amhara. O impasse militar que precedeu o acordo de paz de novembro de 2022 impediu qualquer troca de terras na região, já que os líderes etíopes não estavam mais interessados em apoiar os objetivos territoriais dos Fano. Isso, juntamente com a insurgência do Exército de Libertação Oromo na área, levou rapidamente a uma piora das relações entre os Fano e o governo federal, que havia sido aliados férreos poucos anos antes.
Em 11 de setembro de 2022, o importante líder dos Fano, Zemene Kase, foi preso por ordem do tribunal de Bahir Dar após uma acusação de assassinato de um policial. Zemene estava acostumado a se esconder das autoridades durante a repressão do governo antes de sua prisão. Após uma investigação minuciosa, a prisão de Bahir Dar libertou Zemene em 3 de junho de 2023.

## Deflagração e emergência
No início de abril de 2023, a força federal etíope invadiu a região de Amhara para desarmar as forças regionais e paramilitares. Os civis locais deslocaram-se para áreas remotas, enquanto os combatentes da resistência se juntaram a um protesto com as forças policiais. Em 9 de abril, protestos em larga escala ocorreram em Gondar, Kobo, Seqota, Weldiya e outras cidades, incluindo obstrução de estradas e incêndio de pneus para bloquear a entrada do Exército Etíope. O governo etíope começou a reprimir a mídia de oposição na região, bem como o assassinato de trabalhadores humanitários por assaltantes desconhecidos que levaram o Programa Alimentar Mundial e outras ONGs a interromper a operação de ajuda naquela área. Dois membros do Catholic Relief Services (CRS) foram mortos perto da cidade da região de Kobo. De acordo com a Cruz Vermelha Etíope, uma de suas ambulâncias foi baleada por militantes desconhecidos na Zona Central de Gondar, ferindo uma parteira e o motorista.
Em 4 de maio, a Comissão Etíope de Direitos Humanos relatou uma série de situações militarizadas na área das zonas de Gondar do Norte, Wollo do Norte e Shewa do Norte na cidade de Shewa Robit, Armania, Antsokiyana Gemza e Majete. O governo regional de Amhara acusou a facção oriental da milícia Fano pelo assassinato do chefe do Partido da Prosperidade de Amhara, Girma Yeshutila, em 27 de abril. Posteriormente, as forças de segurança etíopes prenderam 47 suspeitos supostamente ligados ao plano de assassinato, acusando-os de destituir as autoridades. A emissora pública Corporação de Radiodifusão Etíope afirmou que o suspeito apanhou uma variedade de armamentos e ferramentas, incluindo armas, bombas e equipamentos de comunicação via satélite.
De 1 a 2 de agosto, a Fano e a Força de Defesa Nacional da Etiópia retomaram os confrontos em Debre Tabor. Os combates em Kobo foram intensos em 1 de agosto, mas diminuíram no dia seguinte. Uma fonte afirmou que a milícia Fano tomou o aeroporto de Lalibela. O porta-voz da  Força de Defesa Nacional da Etiópia, coronel Getnet Adane, ameaçou na televisão estatal que os militares tomariam uma ação se Fano continuasse "perturbando a paz do país". No Twitter, a embaixada da Espanha na Etiópia alertou os turistas espanhóis a não deixarem a cidade. Em 4 de agosto, o estado de emergência foi declarado pela Etiópia.